# Liste des meilleures interceptrices en WNBA
Cette page présente la liste des meilleures interceptrices en WNBA en carrière en saison régulière.

## Classement
|  | Joueuse en activité en WNBA                                      |
|  | Joueuse intronisé au Basketball Hall of Fame                     |
|  | Joueuse intronisé au Women's Basketball Hall of Fame             |
|  | Joueuse ne répondant pas aux critères du Basketball Hall of Fame |

- Mise à jour à l'issue de la saison 2022.

| Rang | Nom                     | Poste         | Total d'interceptions | Matchs disputés | Moyenne en carrière | C |
| ---- | ----------------------- | ------------- | --------------------- | --------------- | ------------------- | - |
| 1    | Tamika Catchings        | Ailière       | 1 074                 | 457             | 2,4                 | * |
| 2    | Ticha Penicheiro        | Meneuse       | 764                   | 454             | 1,7                 | + |
| 3    | Sue Bird                | Meneuse       | 725                   | 580             | 1,2                 | ° |
| 4    | Alana Beard             | Arrière       | 709                   | 419             | 1,7                 |   |
| 5    | Sheryl Swoopes          | Ailière       | 657                   | 324             | 2,0                 | * |
| 6    | Jia Perkins             | Arrière       | 634                   | 417             | 1,5                 |   |
| 7    | Sancho Lyttle           | Ailière       | 630                   | 392             | 1,6                 |   |
| 8    | Angel McCoughtry        | Ailière       | 627                   | 311             | 2,0                 | ^ |
| 9    | Katie Douglas           | Arrière       | 623                   | 412             | 1,5                 |   |
| 10   | DeLisha Milton-Jones    | Ailière       | 619                   | 499             | 1,2                 |   |
| 11   | Taj McWilliams-Franklin | Pivot         | 580                   | 440             | 1,3                 |   |
| 12   | Tully Bevilaqua         | Meneuse       | 573                   | 426             | 1,3                 |   |
| 13   | Yolanda Griffith        | Pivot         | 529                   | 311             | 1,7                 | * |
| 14   | DeWanna Bonner          | Ailière       | 514                   | 422             | 1,2                 | ^ |
| 15   | Lindsay Whalen          | Meneuse       | 501                   | 480             | 1,0                 | * |
| 16   | Candace Parker          | Ailière       | 496                   | 392             | 1,3                 | ^ |
| 17   | Shannon Johnson         | Arrière       | 494                   | 352             | 1,4                 |   |
| 18   | Lisa Leslie             | Pivot         | 492                   | 363             | 1,4                 | * |
| 19   | Sylvia Fowles           | Pivot         | 491                   | 408             | 1,2                 | ° |
| 20   | Nykesha Sales           | Ailière       | 490                   | 278             | 1,8                 |   |
| 21   | Becky Hammon            | Arrière       | 488                   | 450             | 1,1                 |   |
| 22   | Nneka Ogwumike          | Ailière forte | 487                   | 319             | 1,5                 | ^ |
| 23   | Diana Taurasi           | Arrière       | 482                   | 503             | 1,0                 | ^ |
| 24   | Penny Taylor            | Meneuse       | 480                   | 355             | 1,4                 |   |
| 25   | Sophia Young-Malcolm    | Ailière forte | 477                   | 301             | 1,6                 |   |

- Mise à jour au 25 septembre 2022.